# Донгуз (река)
Донгуз — река в Оренбургской области России, левый приток Урала. Длина — 95 км, площадь бассейна — 1240 км².
Исток реки находится близ населённого пункта Колос, далее река протекает в северо-западном направлении и впадает в Урал в 1251 км от его устья у села Нижняя Павловка Оренбургского района. Основные притоки — реки Грязнушка (Синявка), Сивушка, Разбойка, Ащибутак. На левобережье верховьев реки лежит Донгузская степь — участок Урало-Илекского междуречья, крупнейший в Евразии участок нетронутых разнотравно-типчаково-ковыльных степей.
Впервые река была описана натуралистом П. С. Палласом в середине XVIII века. Он считал: название указывает на то, что на берегах реки водились кабаны. Гидроним восходит к тюркским языкам (ср. казахское донгыз, татарское дунгыз — «свинья»).
На реке расположен посёлок Первомайский, имеется несколько прудов, Донгузское водохранилище.

## Притоки
- 28 км: Грязнушка
- 39 км: Сивушка
- 62 км: Разбойка
- 73 км: Ащибутак